# Kerßenbrock (Melle)
Kerßenbrock ist ein Ortsteil der Stadt Melle im Landkreis Osnabrück in Niedersachsen. Der Ort bildete bis 1970 eine Gemeinde im damaligen Landkreis Melle und gehört heute zum Meller Stadtteil Wellingholzhausen.

## Geographie
Kerßenbrock ist eine Streusiedlung am südlichen Rand der Stadt Melle und besitzt keinen Dorfkern, sondern ist nur mit Einzelhöfen besiedelt. Der Ortsteil grenzt an die nordrhein-westfälische Stadt Borgholzhausen und reicht im Bereich des Kerßenbrocker Bergs und des Neuenkirchener Bergs bis in den Teutoburger Wald. Die Entwässerung erfolgt über den Steinbach und den Twisselbach.

## Geschichte
Die Bauerschaft Kerßenbrock gehörte bis zu den Napoleonischen Kriegen zum Amt Grönenberg des Hochstifts Osnabrück. Von 1807 bis 1810 gehörte Kerßenbrock zum Kanton Melle des napoleonischen Satellitenstaats Königreich Westphalen. Von 1811 bis 1813 gehörte der Ort unmittelbar zu Frankreich und dort zur Mairie Wellingholzhausen im Arrondissement Osnabrück des Departements der Oberen Ems. 1814 kam Kerßenbrock zum Königreich Hannover und bildete dort eine Gemeinde im Amt Grönenberg. 1867 fiel Kerßenbrock mit dem gesamten Königreich Hannover an Preußen und seit 1885 gehörte die Gemeinde zum Landkreis Melle. Innerhalb des Landkreises Melle gehörte die Gemeinde zur Samtgemeinde Wellingholzhausen. Am 1. Januar 1970 wurde Kerßenbrock in der ersten Phase der Gebietsreform in Niedersachsen in die Gemeinde Wellingholzhausen eingegliedert. Diese wiederum wurde am 1. Juli 1972 Teil der Stadt Melle.

## Einwohnerentwicklung
| Jahr | Einwohner | Quelle |
| ---- | --------- | ------ |
| 1845 | 341       | [ 2 ]  |
| 1871 | 273       | [ 3 ]  |
| 1910 | 313       | [ 4 ]  |
| 1939 | 299       | [ 5 ]  |
| 1950 | 481       | [ 6 ]  |
| 1961 | 312       | [ 6 ]  |

## Baudenkmale
In Kerßenbrock sind mehrere Bauwerke denkmalgeschützt:
- Ein Heiligenhäuschen an der Küingdorfer Straße / Brandhorstweg
- Ein Hofgebäude und eine Klause In dem Handfelde 4
- Ein Kruzifix und eine Klause an der Lauheide

## Kultur
Ein Träger des lokalen Brauchtums ist der Schützenverein Kerßenbrock-Küingdorf.